# Arnhemse meisjes

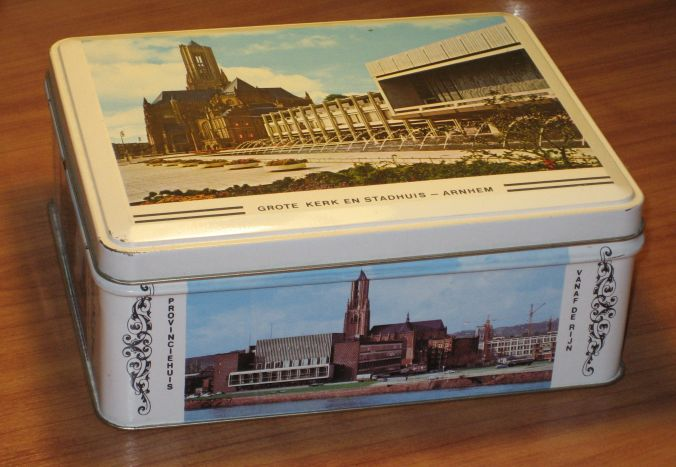
Een kenmerkend blikje met Arnhemse meisjes

Arnhemse meisjes zijn ovale hardgebakken koekjes van gistdeeg die rijkelijk zijn bestrooid met suiker. De koekjes werden voor het eerst gebakken in 1829 door bakker Hagdorn in Arnhem.
De koekjes in de kenmerkende blikjes worden verkocht als souvenir en staan internationaal bekend als 'Arnhem biscuits'. In Groot-Brittannië staan zij bijvoorbeeld op de menukaart van Hilton als ingrediënt van een rabarber-nagerecht.

## Trivia
- Roald Dahl was na een bezoek aan Arnhem zo onder de indruk van de Arnhemse meisjes dat ze een plek hebben gekregen in het 'Roald Dahl's Revolting Recipe cookbook';
- In 2006 startte een promotiecampagne voor de stad Arnhem onder de naam 'Arnhemse meisjes..? Made in Arnhem'. Hierin worden bekende Arnhemse vrouwen gepresenteerd.
- Het Arnhems Meisje is een gemeentelijke erkenning voor mensen die jarenlang op actieve en op baanbrekende wijze hebben deelgenomen aan het maatschappelijk leven in Arnhem.